# Marcus Elieser Bloch
Marcus Elieser Bloch (Ansbach, 1723 – Karlsbad, 6 de agosto de 1799) foi um médico alemão e naturalista. Geralmente é considerado um dos mais importantes ictiólogos do século XVIII.
Bloch nasceu em Ansbach e exerceu como médico em Berlim. Tornou-se conhecido pelo seu trabalho enciclopédico em ictiologia. Entre 1782 e 1795 publicou a obra Allgemeine Naturgeschichte der Fische, em trabalho sobre peixes com 12 volumes belamente ilustrados. Os primeiros três volumes descrevem os peixes da Alemanha e foram titulados Oeconomische Naturgeschichte der Fische Deutschlands, os volumes restantes tratam de peixes de outras partes do mundo e foram titulados Naturgeschichte der ausländischen Fische.
A colecção de Bloch, de cerca de 1500 especimenes, é preservada hoje em dia pelo Museu de História Natural da Universidade de Humboldt